# Brasidas (geslacht)
Brasidas is een geslacht van Phasmatodea uit de familie Heteropterygidae. De wetenschappelijke naam van dit geslacht is voor het eerst geldig gepubliceerd in 1939 door Rehn & Rehn.

## Soorten
Het geslacht Brasidas omvat de volgende soorten:
- Brasidas acanthoderus Rehn & Rehn, 1939
- Brasidas foveolatus
- Brasidas montivagus Rehn & Rehn, 1939
- Brasidas quadratipes (Bolívar, 1890)
- Brasidas samarensis Rehn & Rehn, 1939
- Brasidas viscayanus Rehn & Rehn, 1939